# Thomas Fessenden
Thomas Amory Deblois Fessenden (* 23. Januar 1826 in Portland, Maine; † 28. September 1868 in Auburn, Maine) war ein US-amerikanischer Politiker. Zwischen 1862 und 1863 vertrat er den Bundesstaat Maine im US-Repräsentantenhaus.

## Werdegang
Thomas Fessenden gehörte einer bekannten Politikerfamilie an. Sein Vater Samuel (1784–1869) war Mitglied in beiden Kammern der Legislative von Maine und ein früher Anhänger der Anti-Sklavereibewegung. Sein älterer Bruder William (1806–1869) amtierte von 1854 bis 1864 als US-Senator und von 1864 bis 1865 als US-Finanzminister. Ein anderer Bruder, Samuel (1815–1882), vertrat zwischen 1861 und 1863 den dritten Wahlbezirk von Maine im US-Repräsentantenhaus. Thomas Fessenden war außerdem Onkel von Francis (1839–1907) und James D. Fessenden (1833–1897). Beide Neffen waren während des Bürgerkrieges Generäle in der Armee der Union.
Fessenden besuchte die North Yarmouth Academy und danach das Dartmouth College in Hanover (New Hampshire). Danach studierte er bis 1845 am Bowdoin College in Brunswick. Nach einem anschließenden Jurastudium und seiner im Jahr 1848 erfolgten Zulassung als Rechtsanwalt begann er in Mechanic Falls in seinem neuen Beruf zu praktizieren. Im Jahr 1850 verlegte er seinen Wohnsitz und seine Kanzlei nach Auburn. Politisch wurde Fessenden Mitglied der 1854 gegründeten Republikanischen Partei. In den Jahren 1856 und 1868 war er Delegierter zu den jeweiligen Republican National Conventions, auf denen John Charles Frémont und Ulysses S. Grant als Präsidentschaftskandidaten nominiert wurden. 1860 und 1868 wurde Thomas Fessenden jeweils in das Repräsentantenhaus von Maine gewählt. Außerdem war er von 1861 bis 1862 Bezirksanwalt im Androscoggin County.
Nach dem Rücktritt des Kongressabgeordneten Charles W. Walton wurde Fessenden bei der fälligen Nachwahl im zweiten Distrikt von Maine als dessen Nachfolger in das US-Repräsentantenhaus in Washington, D.C. gewählt. Dort beendete er zwischen dem 1. Dezember 1862 und dem 3. März 1863 die Legislaturperiode seines Vorgängers. Diese Zeit war von den Ereignissen des Bürgerkrieges überschattet. Bei den regulären Kongresswahlen des Jahres 1862 verzichtete Thomas Fessenden auf eine erneute Kandidatur. Nach dem Ende seiner kurzen Zeit im Kongress arbeitete er wieder als Rechtsanwalt. Er starb am 28. September 1868 in seinem Wohnort Auburn.